# Jaylon Ferguson
Jaylon O'Neal Ferguson (Zachary, 14 dicembre 1995 – Baltimora, 21 giugno 2022) è stato un giocatore di football americano statunitense che militavò nel ruolo di outside linebacker per i Baltimore Ravens della National Football League (NFL).

## Carriera professionistica

### Baltimore Ravens
Ferguson fu scelto nel corso del terzo giro (85º assoluto) del Draft NFL 2019 dai Baltimore Ravens. Debuttò come professionista subetrando nel terzo turno contro i Kansas City Chiefs e due settimane dopo mise a segno il suo primo tackle contro i Pittsburgh Steelers. La sua stagione da rookie si chiuse con 31 tackle e 2,5 sack in 14 presenze, 9 delle quali come titolare.
Fu trovato morto il 21 giugno 2022, all'età di 26 anni.